# Hrvatski katolički radio
Hrvatski katolički radio (HKR) je hrvatska neprofitna radijska postaja s državnom koncesijom, dio Hrvatske katoličke mreže. Donosi cjelovita izvješća o događajima u Katoličkoj Crkvi u Hrvatskoj i svijetu, kao i o svim važnijim društvenim događajima. Program je popraćen svjetovnom i duhovnom glazbom.

## Povijest
Na preporuku Hrvatske biskupske konferencije, koja je utemeljiteljica i vlasnica HKR-a, fra Mirko Juraj Mataušić, prvi doktor povijesti novinarstva u Hrvata i začetnik Hrvatskoga društva katoličkih novinara, osnovao je 1991. Hrvatski katolički radio. Započeo je s emitiranjem 17. svibnja 1997. godine, kada ga je blagoslovio i u rad pustio kardinal Franjo Kuharić. Do 2018. bio je smješten na zagrebačkoj Šalati, a s preseljenjem u zgradu Hrvatske biskupske konferencije uključen je u prostorijama Hrvatske katoličke mreže na Ksaverskoj cesti 12a. 
2017. obilježena je dvadesetgodišnjica neprekidnoga rada.
HKR je zajedno s HBK organizatorom Uskrs festa.
HKR je, uz Informativnu katoličku agenciju i mrežni portal hkm.hr, jedna od triju sastavnica Hrvatske katoličke mreže.  
Na izvanrednom plenarnom zasjedanju Hrvatske biskupske konferencije, održanomu 22. siječnja 2018. godine, biskupi su za ravnatelja Hrvatske katoličke mreže izabrali msgr. Fabijana Svalinu.
Na istom zasjedanju biskupi su za glavnoga urednika Hrvatske katoličke mreže izabrali novinara Sinišu Kovačića.

## Emisije
- Vijesti
- Vijesti iz života Crkve
- Kulturne minute
- Dnevnik HKR-a
- Argumenti
- Aktualno
- Domoljubne minute
- Na valovima dobrote
- Svetac dana
- Klasik dana
- Kava s Doricom
- Vremeplov
- Krunica Božjeg milosrđa
- Krunica
- U svjetlu Božje riječi
- Učimo hrvatski
- Sutra je dan Gospodnji
- Dan je Gospodnji
- Zašto vjerujem
- Od Krista pozvani
- Klasični vrt
- Budimo mladi
- Svjetiljka u noći
- Školski sandučić
- Oni rokaju za Gospodina
- Gospodine, nauči nas vjerovati
- U sjeni transcendencije
- Snaga dijaloga
- Sacro ritam
- Put pod noge
- Sveti trag
- Financijska abeceda
- Blago socijalnog nauka Crkve
- Socijalni govor Crkve
- Bioetička minuta
- Priča djeci za laku noć
- Pametna pitanja za pametne glave
- U zdravlju i bolesti
- Živa veza
- Pozvani i poslani
- Hitoplov
- Musica Sacra
- Gregoriana
- Moguća misija
- Kulturogram
- Kulturne minute
- Hrvatsko narodno blago
- Osmišljena starost
- Zeleni biseri Hrvatske
- Sakralna baština
- Mojih 5 za 5

## Frekvencije
- Sljeme 103,5
- Split 97,9
- Šibenik 104,5
- Učka 106,7
- Ugljan 95,5
- Velika Petka 91,3
- Vinkovci 104,9
- Virovitica 103,2
- Vrlika 97,8
- Biokovo 107,9
- Lička Plješivica 104,1
- Osijek 98,6
- Vukovar 102,4
- Promina 100,0
- Stipanov grič 104,5
- Psunj 103,9
- Slatina 107,9
- Slavonski Brod 98,5

## Vanjske poveznice
- Službene stranice
- Stare službene stranice  Arhivirana inačica izvorne stranice od 26. ožujka 2020. (Wayback Machine)

|  | Portal Hrvatske: pristup člancima s tematikom o Hrvatskoj |

45°49′23″N 15°59′11″E / 45.8229191436386°N 15.9864914417267°E